# ダイドーブレンドコーヒー
ダイドーブレンドコーヒー（Dydo BLEND COFFEE）は、ダイドードリンコが発売している缶コーヒー及びペットボトルコーヒー飲料の商標（ブランド）であり、同社の主力商品である。

## 概要
- 1975年に発売。日本コカ・コーラのジョージアと並ぶロングセラー商品である。2000年代において同社飲料商品売上の5割強を占める主力商品である[2]。
- 前身は1973年に発売[3]された「ダイドージャマイカンブレンドコーヒー」で同年に実用化されたホット販売対応自動販売機と同時に登場した[2]。
- 誕生の経緯は、同社が分離新設された1970年代中盤の自販機ユーザーに多かったドライバー向けに「眠気覚ましにいいのでは?」と発案され、コーヒー本来・本物のおいしさを届けたいとのコンセプトで開発し商品化された[4]。
- 缶は容量190mlのショート缶で、パッケージデザインの基本要素は発売以来大きく変わらずに引き継がれており、ジャマイカの国旗とコーヒー豆の状態別の色をモチーフにしたストライプとコーヒーを入れる麻袋「ドンゴロス」の模様が用いられている[5]。また、マイナーチェンジやリニューアルは数回実施されており、ロゴがDAIDOからDyDoに変更されたり、2010年9月13日にもリニューアルが実施され、麻袋がリアルになり“since1975”が焼印風にデザインされている。
- 2011年時点の商品コピーは『ブレんなよ!』『ブレない味わい』
- 味は発売開始以来ほとんど変わっておらず、素材にこだわっており、コーヒー豆は中南米産を中心に厳選し、単品毎に丁寧に焙煎した後に独自の割合でブレンドしてから抽出し、乳成分は牛乳のみを使用し、コーヒー本来の味わいと香りを重視し無香料となっている[2][4]。
- 2012年9月3日にシリーズを全面刷新し、新たに『ダイドーブレンド』というブランドを掲げ展開を行うこととなった[6]。缶のデザインもオリジナルの「ダイドーブレンド ブレンドコーヒー」を含め大幅にリニューアルされ、商品コピーも『Blend is Beautiful.』に変更された。この商品コピーは2013年3月の「ダイドーブレンド ブレンド微糖」のリニューアルに伴ってパッケージの裏面にブランドロゴと共にアイコンとしてデザインされるようになり[7]、2016年8月現在は「ダイドーブレンド デミタス」シリーズを除く全製品にデザインされている。
- 翌年の2013年には、これまで独立ブランドで発売されていた商品がリニューアルに伴って『ダイドーブレンド』シリーズに順次組み込むようになり、同年8月19日には『ダイドーデミタス』シリーズを『ダイドーブレンド デミタス』シリーズに[8]、同年9月16日には『Mコーヒー』と『キリマンジャロブレンド 樽』を『ダイドーブレンド Mコーヒー』[9]『ダイドーブレンド キリマンジャロブレンド』[10]に順次改名した。
- 2014年9月19日には、350g缶入りの『アメリカンコーヒー』も「ダイドーブレンド」のシリーズに組み込み、『ダイドーブレンド アメリカンコーヒー』に改名・リニューアルした[11]。
- ペットボトル製品は2017年までは1種類にとどまっていたが、2018年2月に「ダイドーブレンド グッドワークブレンド」シリーズが発売されたことで多種展開化されている。
- 一部製品は同業他社が管理する自動販売機でも販売されており、2016年1月にキリンビバレッジ株式会社との間で自動販売機における相互製品販売に関する業務提携が締結され、同年4月から「ダイドーブレンド ブレンドコーヒー」と「ダイドーブレンド 微糖 世界一のバリスタ監修～最後まで続く芳醇な時間～」の2製品をキリンビバレッジのグループ会社であるキリンビバレッジバリューベンダー株式会社が管理運営する自動販売機でも販売を開始している[12]。2017年3月には「ダイドーブレンド 微糖 世界一のバリスタ監修～最後まで続く芳醇な時間～」のリニューアル品である「ダイドーブレンド 香るブレンド微糖 世界一のバリスタ監修」と「ダイドーブレンド コクと香りのブレンドBLACK 世界一のバリスタ監修」にラインナップを切り替えた[13]。さらに、2019年3月からは「ダイドーブレンド 微糖 世界一のバリスタ監修」をアサヒ飲料株式会社の販売子会社（アサヒ飲料販売株式会社・アサヒみどり販売株式会社・株式会社ミチノク）が管理する「Asahi」ロゴマーク入りの自動販売機での販売も開始している[14]。

## 現在の商品（2023年12月現在）
- ダイドーブレンド オリジナル（185g缶） - 2018年8月に「ダイドーブレンド ブレンドコーヒー」のパッケージデザインが変更され、「ダイドーブレンド ダイドーブレンドコーヒーオリジナル」に改名。2022年3月にパッケージデザインを刷新してリニューアルされ、再度改名。2023年4月に再度リニューアルされた。
- ダイドーブレンド 絶品微糖（185g缶） - 2020年12月発売。ただし自動販売機（一部を除く）専売品として同年10月より期間限定で「鬼滅の刃コラボ缶」として通常版に先行する形で発売された。2023年8月にリニューアル。
- ダイドーブレンド 絶品カフェオレ（185g缶・コーヒー飲料規格） - 2020年12月発売。ただし同年10月より期間限定で「鬼滅の刃コラボ缶」として通常版に先行する形で発売された。2023年8月にリニューアル。
- ダイドーブレンド 絶品ブラック（185g缶） - 2023年9月発売。
- ダイドーブレンド ブラック（185g缶） - 2022年9月発売。
- ダイドーブレンド ナインアロマブラック（185g缶） - 九州限定発売
- ダイドーブレンド ザ・ブラック（185g樽缶） - 2020年9月に「ダイドーブレンド ブレンドBLACK」を改名・リニューアル。現行の「ダイドーブレンド」で唯一の樽缶となる。
- ダイドーブレンドプレミアム デミタス微糖（150g缶） - 2021年8月に「ダイドーブレンド デミタス微糖」を改名・リニューアル
- ダイドーブレンドプレミアム デミタスコーヒー（150g缶） - 2021年8月に「ダイドーブレンド デミタスコーヒー」を改名・リニューアル
- ダイドーブレンドプレミアム デミタスブラック（150g缶） - 2021年8月に「ダイドーブレンド デミタスブラック」を改名・リニューアル
- ダイドーブレンドプレミアム デミタス甘さ控えた微糖（150g缶） - 2017年9月に「ダイドーブレンド デミタス甘さ控えた微糖」として発売。既存の「ダイドーブレンドプレミアム デミタス微糖」から人工甘味料を不使用化し、更に甘さを控えた製品。2021年8月に改名・リニューアルされ、カラーがオレンジからエメラルドグリーンへ変更された。
- ダイドーブレンドプレミアム デミタスカフェモカ（150g缶・チョコレート飲料規格） - 2023年8月発売。
- ダイドーブレンド Mコーヒー（250gロング缶・コーヒー飲料規格） - 1978年に派生商品として発売され、一時独立ブランドとなっていた。『Mコーヒー 樽』の後継商品。これまでの250g樽缶から発売当初の250gロング缶に戻った。 - 2021年2月リニューアル。
- ダイドーブレンド アメリカンカフェオレ（340g缶・コーヒー飲料規格） - 2020年3月発売
- ダイドーブレンド 微糖 世界一のバリスタ監修（260gボトル缶） - 2019年3月に「ダイドーブレンド 香るブレンド微糖 世界一のバリスタ監修」を改名・リニューアル。2020年3月・2021年3月・2022年3月・2023年3月に再リニューアル。
- ダイドーブレンド ブラック 世界一のバリスタ監修（275gボトル缶） - 2019年3月に275gボトル缶を、翌月の同年4月に400gボトル缶を順次リニューアル。リニューアル前は「ダイドーブレンド コクと香りのブレンドBLACK 世界一のバリスタ監修」の製品名であった。2020年3月・2021年3月に275gボトル缶がリニューアルされ、2021年3月のリニューアル時に275gボトル缶に集約された。2022年3月・2023年3月にもリニューアルされている。
- ダイドーブレンド コクのミルクコーヒー（430mlペットボトル・コーヒー飲料規格） - 2017年3月発売
- ダイドーブレンド クラフト ブラック 世界一のバリスタ監修（500ml温冷兼用ペットボトル、520mlペットボトル） - 2020年4月に「ダイドーブレンド バリスタズクラフト ブラック 世界一のバリスタ監修」として発売。2021年3月に改名・リニューアルされ、2022年3月・2023年3月に再リニューアルされた。2023年9月に500ml入りの温冷兼用ペットボトル仕様「ホット&コールド」が発売された。
- ダイドーブレンド クラフト ラテ 世界一のバリスタ監修（500ml温冷兼用ペットボトル、520mlペットボトル・コーヒー飲料規格） - 2020年4月に「ダイドーブレンド バリスタズクラフト ラテ 世界一のバリスタ監修」として発売。2021年3月に改名・リニューアルされ、2022年3月・2023年3月に再リニューアルされた。2023年9月に500ml入りの温冷兼用ペットボトル仕様「ホット&コールド」が発売された。
- ピエール・エルメ×ダイドーブレンド パティシエ特製カフェオレ（520mlペットボトル・コーヒー飲料規格） - 2021年9月発売

## 過去の商品
- ダイドーブレンドコーヒー ギンレイ
- ダイドーブレンドコーヒー プレミアム
- ダイドーブレンドコーヒー リアルブラック
- ダイドーブレンドコーヒー ヘヴン
- ダイドーブレンドコーヒー アロマダーク
- ダイドーブレンドコーヒー モカブレンド
- ダイドーブレンドコーヒー ダークロースト
- ダイドーブレンドコーヒー ルーキー【微糖】
- ダイドーブレンドスペシャル[微糖]
- ダイドーブレンドコーヒー ブラック
- ダイドーブレンド ブレンド微糖
- ダイドーブレンド ブレンド砂糖ゼロ
- ダイドーブレンド ブレンドラテ
- ダイドーブレンド ブレンドWHITE BLACK（砂糖・甘味料不使用カフェオレ、乳飲料規格）
- ダイドーブレンド 飲みごたえ微糖
- ダイドーブレンド コクの極み[砂糖ゼロ]
- ダイドーブレンド ワールドレシピ 香るシナモン アラビアンスタイル
- ダイドーブレンド ブレンドBLACK+1（乳飲料規格）
- ダイドーブレンド 極まるラテ（コーヒー飲料規格）
- ダイドーブレンド 微糖 世界一のバリスタ監修 ～コクの飲みごたえ～
- ダイドーブレンド うまみブレンド
- ダイドーブレンド 京珈琲
- ダイドーブレンド ビターカフェショコラ 世界一のバリスタ監修
- ダイドーブレンド 微糖 世界一のバリスタ監修 ～飲みごたえのひととき～
- ダイドーブレンド キレ冴える微糖
- ダイドーブレンド 新オトナブレンド
- ダイドーブレンド コクの絶品ラテ 世界一のバリスタ監修（乳飲料規格）
- ダイドーブレンド コクの逸品ブレンドラテ 世界一のバリスタ監修（185g缶・乳飲料規格）
- ダイドーブレンド ブレンドコーヒー - リニューアルに伴い「ダイドーブレンド ダイドーブレンドコーヒー オリジナル」へ継承
- ダイドーブレンド コク深ブレンド微糖 世界一のバリスタ監修
- ダイドーブレンド 香る琥珀ブレンド微糖
- ダイドーブレンド ふんばる - 自動販売機専売品
- ダイドーブレンド プロイズム（185g缶）
- ダイドーブレンド コク深ラテ 世界一のバリスタ監修（185g缶）
- ダイドーブレンド 三重まろやかカフェオレ（185g缶・コーヒー飲料規格） - 三重県限定発売。
- ダイドーブレンド おいしい新・習慣 ひらめき微糖（185g缶）
- ダイドーブレンドプレミアム デミタスラテ〈エスプレッソ100%〉（150g缶・乳飲料規格） - 2019年9月に「ダイドーブレンド デミタスラテ」として発売。2021年8月に改名・リニューアル。
- ダイドーブレンド キリマンジャロブレンド（185g樽缶） - 「キリマンジャロブレンド 樽」の後継商品。当初はシリーズ唯一の250g樽缶として販売されていたが、原材料費の高騰化などの理由により、2015年10月のリニューアル時に『ダイドーブレンド ブレンドBLACK』同様の185g樽缶に変更となった。
- ダイドーブレンド ブレンドBLACK（185g樽缶） - 発売当初はボトル缶（275g・400g、400gは同年4月発売でコンビニエンスストア限定）も併売されていたが、「BLACK 世界一のバリスタ監修」へ継承の為185g樽缶のみとなった。リニューアルに伴い、「ダイドーブレンド ザ・ブレンド」へ継承。
- ダイドーブレンド クリーミーカフェゼリー（240g缶・コーヒー飲料規格） - カフェオレタイプのゼリー飲料のため、開封前に10回以上振る必要がある。
- ダイドーブレンド ブレンドアイスコーヒー[微糖]（250gロング缶）
- ダイドーブレンド ブレンドアイスラテ[微糖]（250gロング缶・コーヒー飲料規格）
- ダイドーブレンド アイスコーヒー[微糖]（250gロング缶）
- ダイドーブレンド アイスラテ[微糖]（250gロング缶・コーヒー飲料規格）
- ダイドーブレンド うまみブレンド THE ICE（250gロング缶）
- ダイドーブレンド アイスブレンドコーヒー（250gロング缶）
- ダイドーブレンド アイスブレンドラテ（250gロング缶・コーヒー飲料規格）
- ダイドーブレンド コーヒー鑑定士アイスコーヒー（250gロング缶）
- ダイドーブレンド コーヒー鑑定士アイスラテ（250gロング缶・コーヒー飲料規格）
- ダイドーブレンド アメリカンコーヒー（350g缶・コーヒー飲料規格）
- ダイドーブレンド アメリカンアイスコーヒー（340g缶）
- ダイドーブレンド ワールドレシピ Rose Black ペルシャスタイル（275gボトル缶）
- ダイドーブレンド ワールドレシピ SALTY ICE カリビアンスタイル（275gボトル缶）
- ダイドーブレンド 泡立つデミタス エスプレッソ（165gボトル缶）
- ダイドーブレンド 微糖 世界一のバリスタ監修～深み続く味わい～（260gボトル缶）
- ダイドーブレンド 微糖 世界一のバリスタ監修～最後の一口までおいしい～（260gボトル缶）
- ダイドーブレンド 世界一のバリスタが選んだ豆【微糖】（260mlリキャップ缶）
- ダイドーブレンド ブレンドブラックプラスエスプレッソ（リキャップ缶。275mlと400mlの2種類が混在するが後者に限りコンビニ専売となる）
- ダイドーブレンド ラテスタイリッシュスイート（地域限定商品。275mlリキャップ缶のみの販売）
- ダイドーブレンド 休息の微糖 世界一のバリスタ監修（170gボトル缶）
- ダイドーブレンド 泡立つプレミアム（170gボトル缶）
- ダイドーブレンド 微糖 世界一のバリスタ監修 ～最後まで続く芳醇な時間～（260gボトル缶）
- ダイドーブレンド BLACK 世界一のバリスタ監修（275gボトル缶/400gボトル缶）
- ダイドーブレンド 香るブレンド微糖 世界一のバリスタ監修（260gボトル缶）
- ダイドーブレンド コクと香りのブレンドBLACK 世界一のバリスタ監修（275gボトル缶/400gボトル缶）
- ダイドーブレンド コク深微糖 世界一のバリスタ監修（185g缶）
- ダイドーブレンド クリーミーソイラテ（260gボトル缶・コーヒー入り清涼飲料規格）
- ダイドーブレンド スマートショットブラック【特定保健用食品】（285gボトル缶） - 食物繊維（難消化性デキストリン）含有
- ダイドーブレンド ダブルスタイルカフェ フローズン・ジュレ（490ml凍結対応ペットボトル、量販店向け）
- ダイドーブレンド ブレンドミルクコーヒー（450mlペットボトル・コーヒー飲料規格）
- ダイドーブレンド 微糖 おいしくポリフェノール 世界一のバリスタ監修（280mlペットボトル）
- ダイドーブレンド ラテ 世界一のバリスタ監修（280mlペットボトル・コーヒー飲料規格） - 発売当初は260gボトル缶で発売され、一度終売していたが、2022年9月にペットボトルに変更してリニューアルされ、復活発売していた。
- ダイドーブレンド グッドワークブレンド エアロスムースコーヒー（280mlペットボトル）
- ダイドーブレンド グッドワークブレンド エアロスムースラテ（280mlペットボトル・コーヒー飲料規格）
- ダイドーブレンド グッドワークブレンド エアロスムースラテ リラックス（280ml温冷兼用ペットボトル・コーヒー飲料規格）
- ダイドーブレンド グッドワークブレンド アフタヌーンリラックスラテ（280mlペットボトル・コーヒー飲料規格）
- ダイドーブレンド グッドワークブレンド オールデイリフレッシュラテ（520mlペットボトル・コーヒー飲料規格） - 「ダイドーブレンド」で初となる520mlの大容量サイズ。
- ピエール・エルメ×ダイドーブレンド カフェ・オ・ショコラ（280mlペットボトル・コーヒー飲料規格）
- ピエール・エルメ×ダイドーブレンド カフェ・オレ ショコラ・ブリーズ（520mlペットボトル・コーヒー飲料規格）
- ピエール・エルメ×ダイドーブレンド パティシエ カフェ・オ・レ（520mlペットボトル・コーヒー飲料規格）
- ダイドーブレンド スマートブレンドブラック 世界一のバリスタ監修【機能性表示食品】（430mlペットボトル） - 難消化性デキストリンを機能性表示成分として含有。
- ダイドーブレンド スマートブレンド微糖 世界一のバリスタ監修【機能性表示食品】（430mlペットボトル） - 難消化性デキストリンを機能性表示成分として含有。
- ダイドーブレンド スマートブラック 世界一のバリスタ監修【機能性表示食品】（500mlペットボトル） - 難消化性デキストリンを機能性表示成分として含有。

過去に複数種類の商品展開時期を経て、「D-1 COFFEE」が発売されてからは1品のみの商品展開時期もあったが、2009年2月に微糖タイプの「ルーキー」が発売されたことで複数種類の商品展開が復活し、その後、前述したように2012年9月にブランドが刷新され、「D-1 COFFEE」の廃止や単独ブランドだった製品をシリーズへ取り込んだことで、主力ブランドとして現在に至っている。期間限定パッケージも存在し、裕次郎缶などの発売事例があった。2020年以降は数量限定でテレビアニメとのコラボが行われており、2020年10月に「鬼滅の刃コラボ缶」（バリエーションは「ダイドーブレンドコーヒーオリジナル」12種、「絶品微糖」と「絶品カフェオレ」が各8種の計28種となる）、2021年10月に「呪術廻戦コラボ缶」（バリエーションは「絶品微糖」12種、「ダイドーブレンドコーヒーオリジナル」と「絶品カフェオレ」が各8種の計28種で、「絶品微糖」と「絶品カフェオレ」は各1種ずつシークレットデザインが存在する）、2022年8月に「東京リベンジャーズコラボ缶」（バリエーションは「オリジナル」・「絶品微糖」・「絶品カフェオレ」各8種ずつ計24種で、「絶品微糖」と「絶品カフェオレ」は各2種ずつシークレットデザインが存在する）が発売されている。

## CMキャラクター
日本の俳優・ミュージシャンなどを起用して、イメージアップに貢献している。2001年にはジョン・レノンとオノ・ヨーコの夫妻、2002年には石原裕次郎も合成映像で出演した。

### 過去
- 山下真司
- 大場久美子
- 草刈正雄
- 中村雅俊（Mコーヒーにも出演）
- 水谷豊
- 福山雅治
- 藤井フミヤ
- 竹野内豊
- 山口智充
- 丸山茂樹
- 野村萬斎
- 田嶋鉄兵（プロサーファー）
- 伊藤英明（商品と同じ35歳ということで起用された）
- 本田翼
- 役所広司
- 松山ケンイチ
- 竹達彩奈
- 遠藤憲一
- 松田龍平
- 内田真礼
- 後藤淳平（ジャルジャル）
- 満島真之介
- 安田顕
- 井浦新
- 大塚芳忠（ナレーションのみ）
- 古谷徹（ナレーションのみ）

## 懸賞

### フェラーリ・ミニカー
2003年と2004年に限定で実施したキャンペーン企画。商品に張り付けられたシールに記載された番号をインターネットの同社のサイトで検索すると、当たり、外れが示され、当たりならば、フェラーリのミニカーがもらえたという企画。2003年には市販車（スポーツカー）、2004年にはF1だった。今でも商品によっては、インターネットオークションで高値で取引される。なお、ミニカーの製造は京商が行っており、その流れは現在でもサークルKサンクス限定のミニカーに受け継がれている。